# Constitución, Buenos Aires
Constitución är en stadsdel eller ett barrio i Buenos Aires, Argentina. Den är av den argentinska huvudstadens viktigaste knutpunkter. Runt det stora torget Plaza Constitución, finns centralsationen för alla pendel- och fjärrtåg som åker söder om Buenos Aires. Framför järnvägsstationen och runt torget finns det hållplatser för ett 50-tal olika stadsbusslinjer och en tunnelbanelinje har sin slutstation där. Det gör att området myllrar av aktivitet vid rusningstiden och kommer aldrig till ro, inte ens under natten.
Då södra Stor-Buenos Aires är den fattigare delen av storstaden, avspeglas detta i de förfallna tåg och bussar som servar allmänheten och i den livliga kommersen där gatustånd och barnarbete är mycket vanligare än i andra stadsdelar.
Stadsdelen Constitución var mycket mer välmående under första hälften av 1900-talet vilket fortfarande kan anas i det pampiga stora järnvägsstationen, det parkliknande och förfallna torget samt de fina hus som kantar den breda "Nueve de julio" avenyn som leder till stadens centrum.

## Bilder

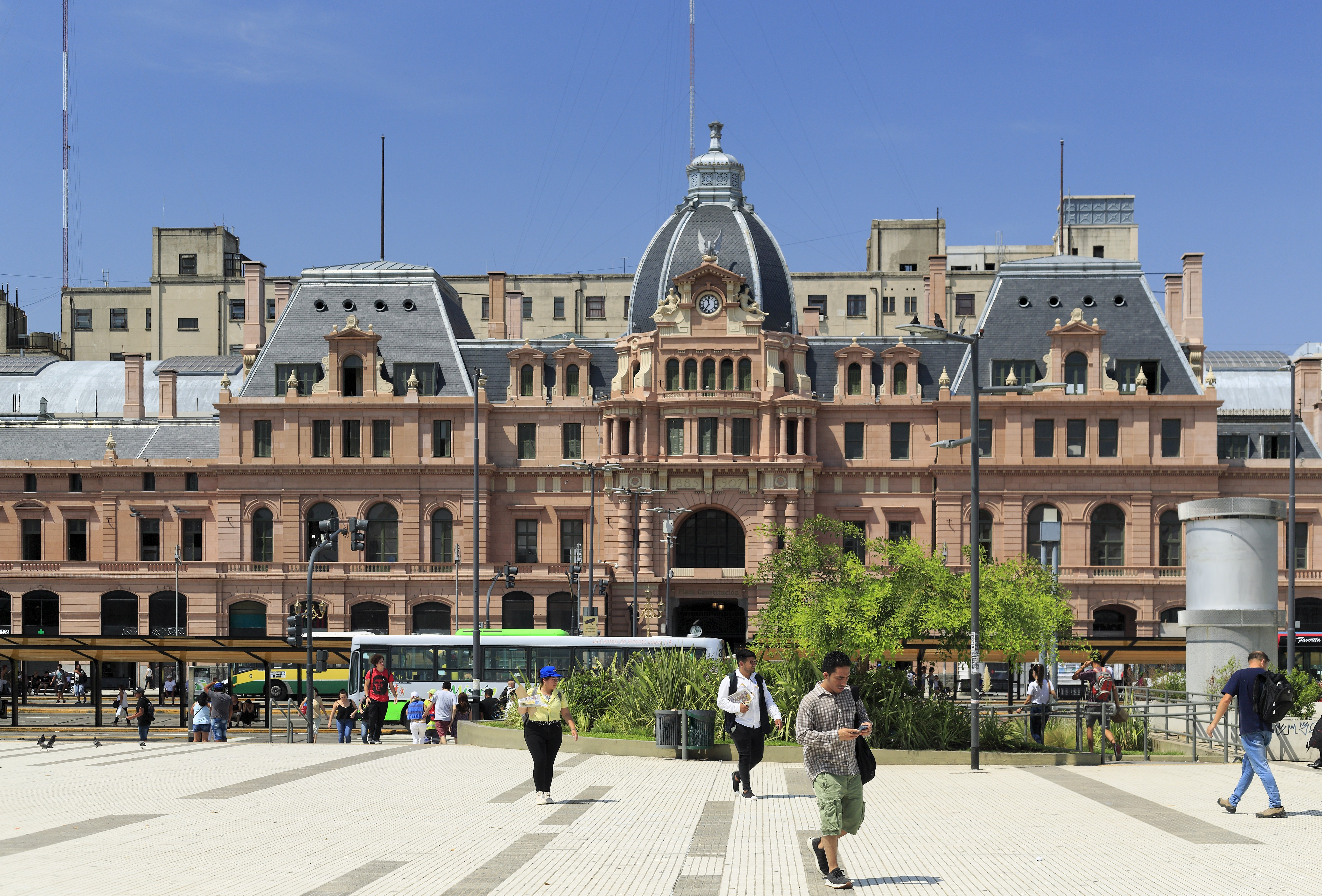
Plaza Constitución.
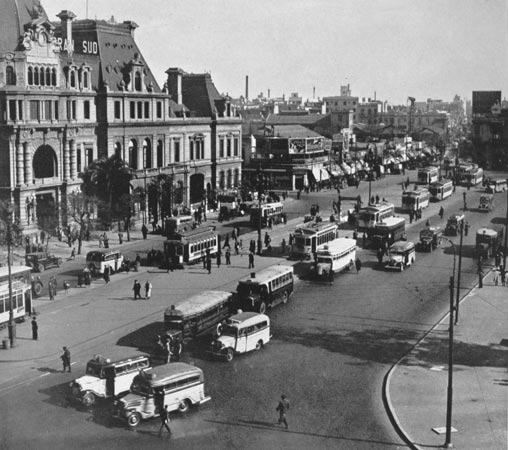
Stationen 1936.
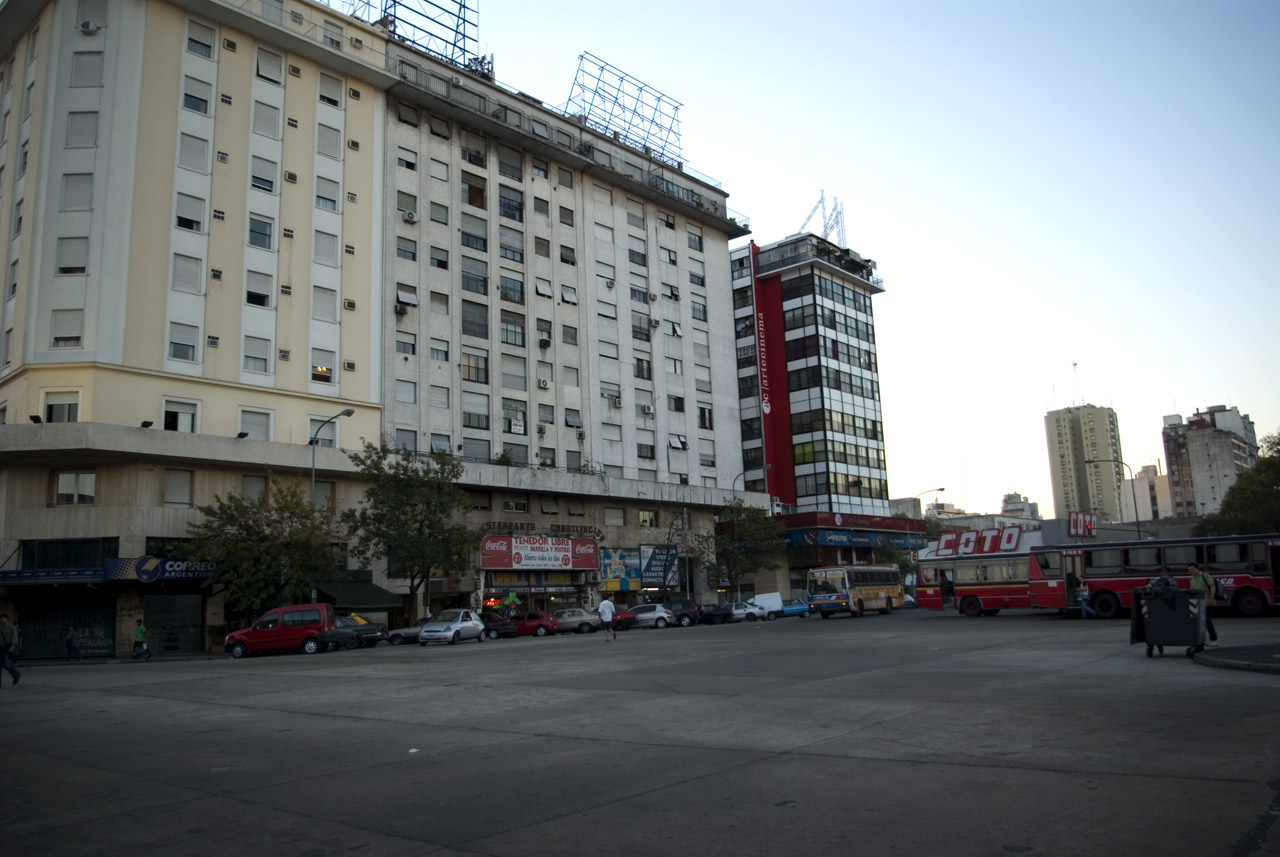
Bebyggelse vid stationen.